# کوه هاتون کونکا
کوه هاتون کونکا (به اسپانیایی: Hatun Kunka) یک کوه در پرو است که در Peru, Ancash Region واقع شده‌است. کوه هاتون کونکا ۴٬۴۰۰ متر بالاتر از سطح دریا واقع شده‌است.